# غابور فودور (كيميائي)
غابور فودور (بالإنجليزية: Gábor Béla Fodor)‏ هو كيميائي أمريكي، ولد في 5 ديسمبر 1915 في بودابست في المجر، وتوفي في 3 نوفمبر 2000 في سان دييغو في الولايات المتحدة.